# Sergio Castilla
Sergio Castilla (Santiago de Xile, 20 de juny 1942) és un director de cinema i documentalista xilè.

## Biografia
Era fill d'un exiliat espanyol que era propietari d'una sala de cinema. Va rebre la seva formació cinematogràfica a París. Des de 1968 va ser professor de muntatge cinematogràfic en una escola de periodisme a Xile. Va participar en la campanya presidencial de Salvador Allende, com altres cineastes que van formar part del Comitè d'Unitat Popular. El 1970 va dirigir el documental "'Migita'". A principis de 1971 va començar a dirigir la pel·lícula "Historia", que va acabar a Suècia a finals de 1973. Allà també va rodar la pel·lícula Quisiera tener un hijo sobre els dibuixos de nens xilens, Pinochet: fascista, asesino, traidor, agente del imperialismo, Roja como Camila (1975) i altres. Després, el 1979, va dirigir la pel·lícula De försvunna, que es basava en els testimonis de presos xilens.
El 1998 va dirigir Gringuito, que va guanyar una menció especial al Festival Internacional de Cinema de Cartagena de Indias i el Premi OCIC al Festival Internacional del Nou Cinema Llatinoamericà de l'Havana.

## Filmografia
- 1970— Migita
- 1979— De försvunna
- 1990— Gentille alouette
- 1994— The Girl in the Watermelon
- 1998—Gringuito
- 2001— Te amo (made in Chile)
- 2002— Bienvenida realidad: la película
- 2006— Take the Bridge
- 2008— 1 & 2
- 2015 — Perla, la película[4]